# Mandês
Mandê (português brasileiro) , mandé (português europeu) ou Manden (Mandenka ou Mandingo) é um grupo étnico da África Ocidental. Os falantes das línguas mandês são encontrados na Gâmbia, Guiné, Guiné-Bissau, Senegal, Mali, Serra Leoa, Libéria, Burquina Fasso, Costa do Marfim e parte do norte de Gana.

## Panorama histórico dos mandês
Os  mandês são dividido em vários grupos e subgrupos espalhados por uma extensa localidade no perímetro da África Ocidental. No século XII, porém, os mandês era localizado em um área concentrada, sem tanta mobilidade. Durante o período mais acentuado de poder do Império do Gana, os mandês era dividido em três grandes grupos aos quais exerciam poder regional em suas respectivas regiões, são eles os soninquês, esses eram tidos como os fundadores de Gana e estavam ocupando principalmente as províncias de Uagadu. Baxunu e Caniagra; um outro grupo era o Culicoro, esses estavam concentrados nas regiões de Sosoé ou Sosso; um pouco mais ao sul, tinham os manincas ou malinquês, esses são os que ficavam no território mandê, por sua vez, poderiam ser encontrados na bacia do alto Níger, situado entre Cangaba e Siguiri. 

### As conquistas e guerras em Gana
A capital de Gana, Cumbi-Salé, foi palco de diversas guerras em busca da tomada do local. Em 1076 a capital foi tomada pelos Almorávidas, esses, por sua vez, influenciaram religiosamente quase toda a localidade, tendo o imperador aderido ao Islã. Esses acontecimentos, como nos descreve NIANE 2010, foi de difícil documentação, pois muitas fontes foram perdidas com o passar dos séculos, porém, aquilo que foi catalogado através de fontes orais, passaram a fornecer a história daquilo que aconteceu após a queda de Kumbi-Saleh.
Com essa perspectiva, pode-se traçar a história de regiões como Tacrur, bem como das suas guerras e geografias, assim como a região dos songais, as províncias soninquês, assim como a curta hegemonia Sosoé, além das guerras de conquistas.

## Tacrur
O reino de Tacrur restringiu a sua área á bacia do rio Senegal. Teve seu ápice no século XI, quando o Uarjabi, o rei do Tacrur, que professava a fé Islâmica, se tornava um agente ativo durante a guerra santa iniciada pelos Almorávidas. O Reino de Tacrur era um dos reinos mais conhecidos pelos Árabes, que por vezes, superava a proeminência do Império de Gana no que se refere ao comércio de produtos. 

## As guerras na província soninquê
A tomada da capital de Gana, Cumbi-Salé, foi o estopim para um série de guerras, além de demandar uma série de deslocamento em massa da população soninquê. A maioria dos que chegavam as terras de Cumbi-Salé eram mulçumanos, muitos dos habitante passavam a aceitar a nova religião, aderindo-a e abandonando os antigos ritos motivando uma debandada de diversos habitante da região, outros poucos permaneciam no local e mantinham a religião dos seus ancestrais. Outro local que foi palco de diversas guerras civis foi a província central de Uagadu, nesse local, alguns fieis as doutrinas religiosas dos sues ancestrais, fugiram desse local que até então estava em guerra, e se estabeleceram na província de Nema. Outros locais que tiveram guerras parecidas foram Caniaga e Zara, este ultimo que travou uma guerra acentuada contra os Sosoé.

## Os Sosoés
Os sosoés compreende a uma pequena fração dos manincas, um grupo especializado na fundição do metal, estavam localizados em um região montanhosa chamada de Kulikoro. Eles eram um grupo contrário a religião islã da região. 

## Personagens mandês e sua importância

### Sundiata Queita
Sundiata Queita foi um personagens bastante importante para os mandês. Segundo fontes  Sundiata foi uma figura determinante para a vitória em diversas batalhas do povo Mandingo. Não sabe-se ao certo a data de seu nascimento, mas o que se sabe é que ele nasceu com certa deficiência física que o impedia de andar, relatos dos mandês dão conta de que o Sundiata receberia a cura através de feitiçaria. Posteriormente, se tornaria o principal guerreiro mandinga.
Fontes orais extraídas do texto de NIANE 2010 dão conta de que Sundiata determinou que chefes de suas tropas dominassem regiões como jalofo, derrotando Diolofingue Mansa, além de conquistar a região da Senegâmbia, conquistando Casamansa e Gabu ou Caabu atual Guiné-Bissau. Pessoalmente Sundiata Queita venceu os aliados de Suamaoro Cantê, Diagã e Quita respectivamente, dessa forma, ele estabeleceu uma unidade no Sudão ocidental.

Com tantas conquistas e estabelecendo o controle de várias regiões, Sundiata Queita organizou uma Grande Assembleia (Gbara) para determinar a constituição do Mali, em linhas gerais, ficou determinada as seguintes diretrizes:
a) Sundiata Queita foi solenemente proclamado mansa (em maninca) ou magã (em soninquê), isto é, imperador, rei dos reis. Cada chefe aliado foi confirmado farim de sua província; apenas os chefes de Nema e Uagadu receberam o título de rei.
b) A Assembleia decretou que o imperador deveria ser escolhido na linhagem de Sundiata, e que os príncipes escolheriam sua primeira esposa no clã Konde (como recordação do feliz matrimônio de Nare Fa Magã e Sogolom Condê, mãe de Sundiata Queita).
c) Decidiu‑se que, em conformidade com a tradição antiga, o irmão sucederia ao irmão (sucessão fratrilinear).
d) Proclamou‑se que o mansa seria o juiz supremo, o patriarca, o “pai de todos os seus súditos” – daí a fórmula Nfa mansa, “Senhor, meu pai”, usada por quem se dirigia a ele.
e) Os manincas e aliados agruparam‑se em 16 clãs de homens livres ou nobres (tonta‑dion tani woro), os “portadores de aljavas”44.
f) Os cinco clãs de marabus – entre os quais os turés e os beretes aliados desde o início, que participaram já da missão que fora buscar Sundiata Queita no exílio, foram proclamados os “cinco guardiães da fé”, ou mori kanda lolu. Entre esses clãs, é preciso incluir os Cisse (Sisse) do Uagadu, islamizados, aliados políticos de Sundiata Queita.
g) Os homens que praticavam determinados ofícios foram divididos em quatro clãs (nara nani), entre os quais os griôs, os sapateiros e certos clãs de ferreiros. Os nomes clânicos mandinga foram reconhecidos como correspondentes de nomes clânicos de outras etnias do Sudão; estabeleceram‑se relações jocosas de parentesco entre as etnias, prática que perdurou após a morte de Sundiata, e que não raro contribuiu para reduzir tensões entre grupos étnicos45. Para recompensar os barqueiros somonos e bozos do Níger, Sundiata deu‑lhes o título de “mestres das águas”. Conforme narra a tradição, o imperador “dividiu o mundo”, isto é, fixou os direitos e deveres de cada clã.
h) Medida especial aplicou‑se aos Sosoe: foram divididos entre os clãs de ofício ou castas, e seu território foi declarado domínio imperial. Muitos deles emigraram para oeste. 
Sundiata Quinta era tido como "rei dos Reis" e "Rei Leão"  ele exerceu seu poder por muito tempo, contribuindo com diversas diretrizes e regras aos mandingas seguirem, além de estabelecer a capital do império Niani e fortificou toda a região, transformando tal cidade em território imperial e pátria comum de todos os povos. Não sabe-se ao certo como ocorreu sua morte, além de não existir qualquer fonte que seja capaz de localizar seus restos mortais com precissão. Sundiata Queita deixou diversos sucessores, como mansa Ulim ou Ierelencu (1255-1270), Ualte (1270-1274), Califa (1274-1275), Abu Bacre (1273-1285), Sacura (1285-1300), Cau (1300-1305) e Maomé (1305-1310). 

## Mansa Muça
O mais conhecido imperador do Mali, até os dias de hoje tido como um dos mais ricos da história . Um dos feitos mais conhecidos do Mansa Muça (1307-1332) é o de que ele teria distribuído tanto ouro no Cairo causando a diminuição do valor da pedra preciosa por bastante tempo. Além disso, ele teria feito uma peregrinação a Meca em 1325, ele estabeleceu sólidos vínculos nos países que passou, comprando terras e casas para abrigar os peregrinos sudaneses. Esse viés islâmico é reforçado durante todo seu reinado e por todos os seus sucessores como Mansa Solimão (1336-1358), ao qual é dado a responsabilidade de ser o legitimo herdeiro do trono Muça, ao qual foi responsável por organizar diversas questões administrativas da vida imperial. 